# رولاندو غاربي
رولاندو غاربي (مواليد 19 نوفمبر 1947) هو ملاكم كوبي، مثّل بلاده في الألعاب الأولمبية الصيفية في دورات 1968 و1972 و1976.

## روابط خارجية
- رولاندو غاربي على موقع أوليمبيديا (الإنجليزية)